# Bojnik
Bojnik (em cirílico: Бојник) é uma vila da Sérvia localizada no município de Bojnik, pertencente ao distrito de Jablanica, na região de Pusta Reka. A sua população era de 3099 habitantes segundo o censo de 2002.

## Demografia
| 1948  | 1953  | 1961  | 1971  | 1981  | 1991  | 2002  | 2011  |
| ----- | ----- | ----- | ----- | ----- | ----- | ----- | ----- |
| 1 004 | 1 110 | 1 448 | 1 780 | 2 241 | 2 825 | 3 159 | 3 099 |